# Pàixkovski
Pàixkovski - Пашковский (rus) és un microdistricte del krai de Krasnodar, a Rússia. Es troba al sud-est de la ciutat de Krasnodar, la capital del territori.
Pertanyen a aquest municipi els possiolki de Zelenopolski, Znàmenski, Loris, Otdelénia N 4 sovkhoza Pàixkovski i Prígorodni i el khútor de Lénina.

## Història

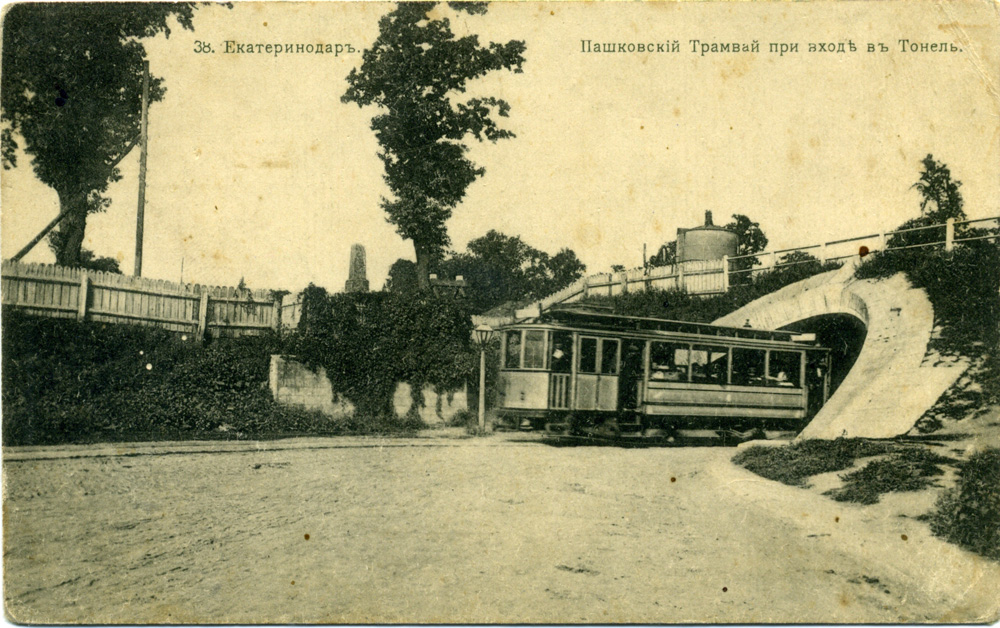
Tramvia de Pàixkovskaia, 1912-14.

L'assentament cosac de Pàixkovskoie fou fundat pels cosacs de la Mar Negra el 1794 com un dels 40 inicials atorgats per Caterina II de Rússia i el 1821 tenia ja 165 cases. El 1842 rebé l'estatus de stanitsa amb el nom de Pàixkovskaia.
El 1908 s'hi inicià la construcció de la línia de tramvia des de Iekaterinodar.
Entre el 1936 i el 1940 passà a formar part de la ciutat de Krasnodar i entre el 1940 i el 1953 fou centre del raion de Pàixkovskaia. Des del 1954 passà a formar part dels districtes de Stàlinski (des del 1961 Oktiabrski) de la ciutat de Krasnodar i el 1973 passà al districte de Sovetski. El 1958 l'estatus d'stanitsa s'havia modificat pel d'assentament de tipus urbà, i rebé el nom de Pàixkovski.
Des del 2003 és centre d'un microdistricte, adscrit al districte de Karassun.